# جوليان بورتر
جوليان بورتر هو محامي كندي، ولد في 4 ديسمبر 1936 في تورونتو في كندا.